# Alantalli
Alantalli war im 13. Jahrhundert (nach ca. 1260 bis nach ca. 1235 v. Chr.) König von Mira, einem hethitischen Vasallenstaat im Westen Kleinasiens. Er war wahrscheinlich Sohn und Nachfolger des Kupanta-Kurunta und vermutlich Vater des Tarkasnawa.
Sicher erwähnt wird Alantalli zu Beginn der Herrschaft des hethitischen Großkönigs Tuthalija IV. (ab ca. 1236 v. Chr.) auf der 1986 entdeckten Bronzetafel aus Bogazköy, die einen Staatsvertrag zwischen Tuthalija IV. und Kurunta von Tarḫuntašša schriftlich fixiert und auf der er als Zeuge des Vertrags genannt wird (Sp. IV, 36). John David Hawkins enzifferte den Namen Alantalli auf dem Felsrelief von Karabel, auf dem er als Vater des Tarkasnawa und Sohn eines Herrschers, den Hawkins für Kupanta-Kurunta hält, genannt wird. Wobei Hawkins darauf hinweist, dass seine angenommene Genealogie mit Vorsicht zu genießen ist, da die Lesung des Namens Alantalli (aus AVIS-li) unsicher und der Name von Tarkasnawas Großvater nicht erkennbar sei. Demnach kam Alantalli nicht vor 1259 v. Chr. an die Macht, da ein Brief des ägyptischen Pharaos Ramses II. an Kupanta-Kurunta (CTH 166.1) in die Zeit nach dem Abschluss des ägyptisch-hethitischen Friedensvertrags datiert und auf dessen Verpflichtungen Bezug nimmt.
Gemäß dem sogenannten Milawata-Brief, der sehr wahrscheinlich von Tuthalija IV. verfasst wurde und dessen Adressat ein westkleinasiatischer Herrscher war, dessen Name nicht erhalten ist, hat der Vater des Empfängers gegen das Hethiterreich rebelliert, Städte außerhalb seines Territoriums angegriffen, z. B. Atrija in Karien und teilweise deren Bewohner verschleppt, bis der hethitische Großkönig eingriff und ihn schließlich absetzte. Sofern der Empfänger des Briefs Tarkasnawa von Mira war, was in der Forschung für wahrscheinlich gehalten wird, war – die Korrektheit der erwähnten Lesung des Karabelreliefs durch Hawkins vorausgesetzt – Alantalli der König, der gegen die Hethiter aufbegehrte.